# John Beatty (General)

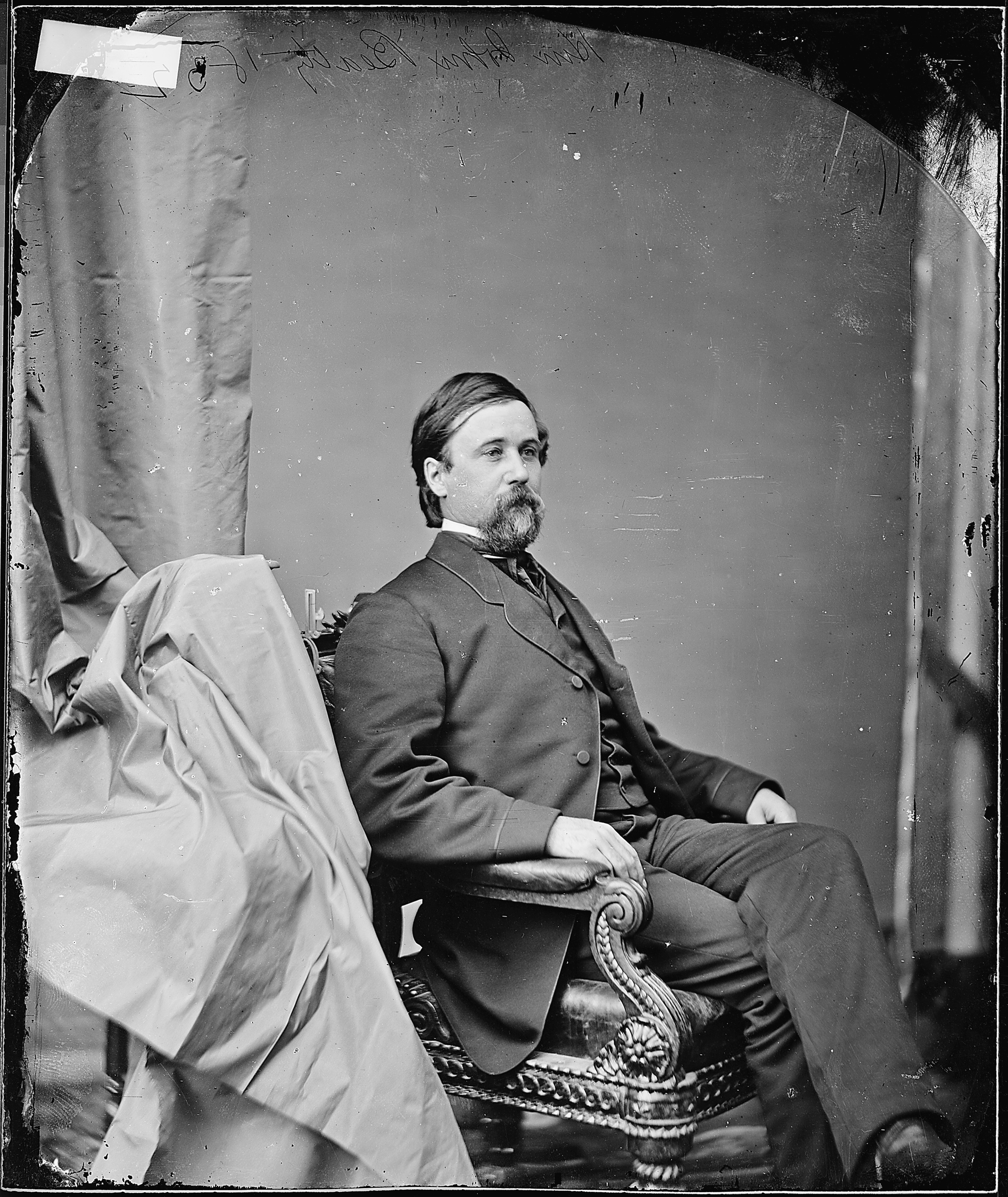
John Beatty

 John Beatty (* 16. Dezember 1828 bei Sandusky, Ohio; † 21. Dezember 1914 in Columbus, Ohio) war ein US-amerikanischer Offizier und Politiker. Zwischen 1868 und 1873 vertrat er den Bundesstaat Ohio im US-Repräsentantenhaus.

## Werdegang
John Beatty besuchte die öffentlichen Schulen seiner Heimat. Ab 1852 war er im Bankgeschäft tätig. Zusammen mit seinem Bruder leitete er eine Bank in Cardington.  Während des Bürgerkriegs diente er als Offizier in verschiedenen Einheiten im Heer der Union. Er nahm unter anderem an der Schlacht am Stones River und der Schlacht von Chattanooga teil und erreichte den Rang eines Brigadegenerals. Nach dem Krieg schlug er als Mitglied der Republikanischen Partei eine politische Laufbahn ein.
Nach dem tragischen Tod des Kongressabgeordneten Cornelius S. Hamilton, der von seinem eigenen Sohn erschlagen worden war, wurde Beatty bei der fälligen Nachwahl für den achten Sitz von Ohio als dessen Nachfolger in das US-Repräsentantenhaus in Washington, D.C. gewählt, wo er am 5. Februar 1868 sein neues Mandat antrat. Nach zwei Wiederwahlen konnte er bis zum 3. März 1873 im Kongress verbleiben. Bis 1869 war die Arbeit des Kongresses von den Spannungen zwischen den Republikanern und Präsident Andrew Johnson überschattet, die in einem nur knapp gescheiterten Amtsenthebungsverfahren gipfelten. Von 1869 bis 1871 war Beatty Vorsitzender des Committee on Enrolled Bills. Außerdem leitete er den Ausschuss für öffentliche Liegenschaften.
Im Jahr 1873 gründete John Beatty in Columbus die Citizens Savings Bank, deren Präsident er bis 1903 war. 1882 strebte er erfolglos die Nominierung seiner Partei für die Gouverneurswahlen in Ohio an. In den Jahren 1886 und 1887 war er Mitglied im Wohltätigkeitsausschuss seines Staates. 1903 zog er sich in den Ruhestand zurück. Er starb am 21. Dezember 1914 in Columbus.